# Maceda savura
Maceda savura är en fjärilsart som beskrevs av Robinson 1968. Maceda savura ingår i släktet Maceda och familjen trågspinnare. Inga underarter finns listade i Catalogue of Life.